# Heslerodus
Heslerodus è un genere estinto di pesci cartilaginei appartenente agli elasmobranchi, vissuto nel Carbonifero superiore. 

## Descrizione
Heslerodus divergens è noto principalmente da denti isolati, caratterizzati da tre cuspidi principali ricurve e solitamente due cuspidi accessorie più piccole. La cuspide centrale è leggermente più grande o della stessa dimensione delle cuspidi laterali, che sono sigmoidi e fortemente divergenti tra loro con un angolo di circa 80–90°. La base del dente è arrotondata e presenta una concavità labiale ben definita, oltre a due bottoni sul lato apicale del torus linguale.
Il corpo di Heslerodus era probabilmente dotato di una testa ampia con un muso smussato e una bocca in posizione terminale. Le mascelle, caratterizzate da denti cladodonti, si estendevano notevolmente al di sotto del neurocranio. L’orbita era grande, con una sottile struttura inferiore e un'ampia piattaforma sopraorbitale. Il neurocranio era relativamente piccolo e smussato nella parte anteriore, con un prominente processo otico che serviva probabilmente da punto di attacco per potenti muscoli adduttori della mascella.
Le pinne pettorali erano dibasali, con raggi pettorali suddivisi. La spina della prima pinna dorsale era più grande della seconda; le spine erano profondamente infisse nei tessuti corporei. Il tegumento era densamente coperto di denticoli composti.

## Classificazione ed etimologia
Il genere Heslerodus è stato istituito per includere la specie precedentemente nota come Cladodus divergens, descritta per la prima volta da Trautschold nel 1879; i fossili sono stati in seguito attribuiti alla specie Phoebodus heslerorum e riconsiderati nel contesto della diversità degli squali cladodonti del Paleozoico. Solo nel 2002 i fossili sono stati poi ascritti al nuovo genere Heslerodus.
Il nome Heslerodus è stato assegnato in onore dei coniugi Hesler, per riconoscere il loro contributo alla paleontologia, avendo permesso le operazioni di scavo del Field Museum nella loro proprietà vicino a Rockville, Indiana.
Attualmente, Heslerodus è considerato un rappresentante degli Ctenacanthiformes, un gruppo di "squali" arcaici tipici del Paleozoico superiore. Heslerodus, in particolare, è il genere eponimo della famiglia Heslerodidae.

## Distribuzione e fossili
Resti di Heslerodus divergens sono stati rinvenuti in diverse regioni del mondo: Russia (tra cui l'esemplare tipo da Myachkovo, Regione di Mosca, e Mare della Pečora), Stati Uniti (Indiana, Ohio, Pennsylvania, Nebraska, Wyoming, Kansas), Perù, Canada.